# (27219) 1999 EL
1999 إي أل (ويعرف أيضًا باسم (27219) 1999 إي أل وفق تسمية الكوكب الصغير) (بالإنجليزية: 1999 EL)‏ هو كويكب ضمن حزام الكويكبات؛ وترتيبه 27219 من حيث الاكتشاف.
اكتُشف هذا الجُرم الفلكي بواسطة توم ستافورد في 9 مارس 1999.

## وصلات خارجية
- (27219) 1999 EL في قاعدة بيانات مختبر الدفع النفاث لأجرام النظام الشمسي الصغيرة

- الاكتشاف · مخطط المدار ·  العناصر المدارية · المعلمات المادية

- (27219) 1999 EL على موقع ويكي سكاي: DSS2, SDSS, GALEX, IRAS, Hydrogen α, X-Ray, Astrophoto, Sky Map, Articles and images